# Птичное (Крым)
Пти́чное (до 1948 года Корпе́чь; укр. Птичне, крымскотат. Körpeç, Корьпеч) — исчезнувшее село в Ленинском районе Республики Крым, располагавшееся на западе района, у самой границы с Кировским, на Ак-Монайском перешейке, на левом берегу Курпеченской балки, примерно в 1,5 км к северо-западу от современного села Фронтовое.

## История
Первое документальное упоминание села встречается в Камеральном Описании Крыма… 1784 года, судя по которому, в последний период Крымского ханства Кюрфечь входил в Арабатский кадылык Кефинского каймаканства.
После присоединения Крыма к России (8) 19 апреля 1783 года, (8) 19 февраля 1784 года, именным указом Екатерины II сенату, на территории бывшего Крымского Ханства была образована Таврическая область и деревня была приписана к Левкопольскому, а после ликвидации в 1787 году Левкопольского — к Феодосийскому уезду Таврической области. После Павловских реформ, с 1796 по 1802 год, входила в Акмечетский уезд Новороссийской губернии. По новому административному делению, после создания 8 (20) октября 1802 года Таврической губернии, Корпеч был включён в состав Парпачской волости Феодосийского уезда.
По Ведомости о числе селений, названиях оных, в них дворов… состоящих в Феодосийском уезде от 14 октября 1805 года, в деревне Корпеч числилось 18 дворов и 111 жителей. На военно-топографической карте генерал-майора Мухина 1817 года деревня Корпеч обозначена с 18 дворами. После реформы волостного деления 1829 года Корпеч, согласно «Ведомости о казённых волостях Таврической губернии 1829 года», отнесли к Агерманской волости (переименованной из Парпачской). На карте 1836 года в деревне 14 дворов. Затем, видимо, в результате эмиграции крымских татар, деревня заметно опустела и на карте 1842 года Корпеч обозначен условным знаком «малая деревня», то есть, менее 5 дворов.
В 1860-х годах, после земской реформы Александра II, деревню приписали к Арма-Элинской волости. Согласно «Списку населённых мест Таврической губернии по сведениям 1864 года», составленному по результатам VIII ревизии 1864 года, Корпечь — владельческая татарская деревня с 33 дворами, 167 жителями и мечетью при колодцах. По обследованиям профессора А. Н. Козловского начала 1860-х годов, в селении «все без исключения колодцы с весьма солёною водою, годною лишь для животных. Людьми же в пищу не употребляется». На трёхверстовой карте Шуберта 1865—1876 года в деревне Корпеч обозначено 20 дворов.
По «Памятной книге Таврической губернии 1889 года», по результатам Х ревизии 1887 года, в деревне Корпеч, уже Владиславской волости, числилось 18 дворов и 111 жителей. На верстовой карте 1890 года в деревне обозначен 41 двор с татарским населением. По «…Памятной книжке Таврической губернии на 1892 год» в деревне Корпеч, не входившей ни в одно сельское общество, числилось 39 безземельных жителей, домохозяйств не имеющих.
После земской реформы 1890-х годов деревня осталась в составе преобразованной Владиславской волости. По «…Памятной книжке Таврической губернии на 1902 год» в деревне Корпечь, находившейся в частном владении, числилось 257 жителей, домохозяйств не имеющих. По Статистическому справочнику Таврической губернии. Ч.II-я. Статистический очерк, выпуск пятый Феодосийский уезд, 1915 год, в деревне Карпечь Владиславской волости Феодосийского уезда числилось 40 дворов (все дворы безземельные) с татарским населением в количестве 22 человек приписных жителей и 192 — «посторонних», из которых 104 мужчины и 110 женщин. Жители землёй не владели, в хозяйствах имелось 120 лошадей, 4 вола, 60 коров и 240 голов овец, свиней, или коз.
После установления в Крыму Советской власти, по постановлению Крымревкома от 8 января 1921 года была упразднена волостная система и село вошло в состав вновь созданного Владиславовского района Феодосийского уезда, а в 1922 году уезды получили название округов. 11 октября 1923 года, согласно постановлению ВЦИК, в административное деление Крымской АССР были внесены изменения, в результате которых округа ликвидировались и Владиславовский район стал самостоятельной административной единицей. Декретом ВЦИК от 04 сентября 1924 года «Об упразднении некоторых районов Автономной Крымской С. С. Р.» в октябре 1924 года район был преобразован в Феодосийский и село включили в его состав. Согласно Списку населённых пунктов Крымской АССР по Всесоюзной переписи 17 декабря 1926 года, в селе Корпечь Ак-Монайского сельсовета Феодосийского района имелось 25 дворов, из них 24 крестьянских, население составляло 92 человека (45 мужчин и 47 женщин), все татары, действовала татарская школа. Постановлением ВЦИК «О реорганизации сети районов Крымской АССР» от 30 октября 1930 года из Феодосийского района был выделен (воссоздан) Старо-Крымский район (по другим сведениям 15 сентября 1931 года) и село включили в его состав, а, с образованием в 1935 году Кировского — в состав нового района.
Во время Великой Отечественной войны в районе села в ходе проведения Керченско-Феодосийской десантной операции в январе—мае 1942 года воины 302-й, 138-й, 390-й, 143-й стрелковых дивизий, 55-й танковой бригады и других частей 51-й армии вели наступательные и оборонительные бои, в которых погибло более 3030 бойцов, похороненных в братской могиле. В ней же покоятся воины Приморской армии, павшие при Освобождении Крыма в 1944 году. На месте захоронения установлена мемориальная композиция. Постановлением Совета министров Республики Крым № 627 от 20 декабря 2016 года отнесённая к категории объектов культурного наследия России.
В 1944 году, после освобождения Крыма от фашистов, согласно постановлению ГКО № 5859 от 11 мая 1944 года, 18 мая крымские татары были депортированы в Среднюю Азию. С 25 июня 1946 года селение в составе Крымской области РСФСР. Указом Президиума Верховного Совета РСФСР от 18 мая 1948 года, Корпечь переименовали в Птичное. 26 апреля 1954 года Крымская область была передана из состава РСФСР в состав УССР. Время присоединения Птичного к Ленинскому району неизвестно — на карте Крымской области 1956 года село ещё в составе Кировского, а, согласно «Справочнику административно-территориального деления Крымской области на 15 июня 1960 года» — уже в составе Фронтовского сельсовета Ленинского района. Исключено из учётных данных в 1963 году (согласно справочнику «Крымская область. Административно-территориальное деление на 1 января 1968 года» — в период с 1954 по 1968 год, как село уже Семисотского сельсовета).

### Динамика численности населения
| - 1805 год — 111 чел. - 1864 год — 167 чел. - 1889 год — 111 чел. - 1892 год — 39 чел. | - 1902 год — 257 чел. - 1915 год — 22/192 чел. - 1926 год — 92 чел. |